# لاو ليشي
لاو ليشي (بالصينية: 劳丽诗) هي غطاسة صينية ولدت في يوم 12 ديسمبر 1987 في مدينة زانجيانغ في الصين، أبرز إنجازاتها هو فوزها بالميدالية الذهبية في القفز من عشر 10 زوجي مع لي تينغ، كما فازت بالميدالية الفضية في مسابقة الفردي في دورة الألعاب الأولمبية الصيفية 2004 في أثينا، يبلغ طول الغطاسة 153 سم.

## روابط خارجية
- لاو ليشي على موقع الاتحاد الدولي للسباحة (الإنجليزية)
- لاو ليشي على موقع قاعدة بيانات الغوص IAT (الألمانية)
- لاو ليشي على موقع قاعة مشاهير السباحة العالمية (الإنجليزية)
- لاو ليشي على موقع أوليمبيديا (الإنجليزية)
- لاو ليشي على موقع اللجنة الأولمبية الصينية (الإنجليزية)